# Torneo de Moscú
El Torneo de Moscú, también conocido como Copa Kremlin, es un torneo oficial anual de tenis que se realiza en el Estadio Olímpico de Moscú, Rusia. Es parte de los circuitos de la ATP y la WTA. Actualmente está dentro del calendario masculino en la categoría ATP World Tour 250.

## Historia
La Kremlin Cup, fundada en 1990 por el empresario suizo Sasson Kakshouri, es el primer torneo internacional de tenis profesional llevado a cabo en Rusia. En los primeros años, solamente los hombres competían por el título. Los premios en dinero ofrecidos entre 1990 y 1993 eran de alrededor de $330 000-350 000, y desde 1994, el total ha sido por encima del $1 000 000. 
El evento femenino fue realizado por primera vez en 1996.
Los partidos son jugados sobre superficie dura (anteriormente carpeta) en canchas cubiertas.

## Campeones

### Individual masculino
| Año  | Campeón                                           | Finalista                                         | Resultado                                         |
| ---- | ------------------------------------------------- | ------------------------------------------------- | ------------------------------------------------- |
| 1990 | Andréi Cherkásov                                  | Tim Mayotte                                       | 6-2, 6-1                                          |
| 1991 | Andréi Cherkásov                                  | Jakob Hlasek                                      | 7-6(2), 3-6, 7-6(5)                               |
| 1992 | Marc Rosset                                       | Carl-Uwe Steeb                                    | 6-2, 6-2                                          |
| 1993 | Marc Rosset                                       | Patrik Kühnen                                     | 6-4, 6-3                                          |
| 1994 | Aleksandr Vólkov                                  | Chuck Adams                                       | 6-2, 6-4                                          |
| 1995 | Carl-Uwe Steeb                                    | Daniel Vacek                                      | 7-6(5), 3-6, 7-6(6)                               |
| 1996 | Goran Ivanišević                                  | Yevgueni Káfelnikov                               | 3-6, 6-1, 6-3                                     |
| 1997 | Yevgueni Káfelnikov                               | Petr Korda                                        | 7-6(2), 6-4                                       |
| 1998 | Yevgueni Káfelnikov                               | Goran Ivanišević                                  | 7-6(2), 7-6(5)                                    |
| 1999 | Yevgueni Káfelnikov                               | Byron Black                                       | 7-6(2), 6-4                                       |
| 2000 | Yevgueni Káfelnikov                               | David Prinosil                                    | 6-2, 7-5                                          |
| 2001 | Yevgueni Káfelnikov                               | Nicolas Kiefer                                    | 6-4, 7-5                                          |
| 2002 | Paul-Henri Mathieu                                | Sjeng Schalken                                    | 4-6, 6-2, 6-0                                     |
| 2003 | Taylor Dent                                       | Sargis Sargsian                                   | 7-6(5), 6-4                                       |
| 2004 | Nikolái Davydenko                                 | Greg Rusedski                                     | 3-6, 6-3, 7-5                                     |
| 2005 | Ígor Andréiev                                     | Nicolas Kiefer                                    | 5-7, 7-6(3), 6-2                                  |
| 2006 | Nikolái Davydenko                                 | Marat Safin                                       | 6-4, 5-7, 6-4                                     |
| 2007 | Nikolái Davydenko                                 | Paul-Henri Mathieu                                | 7-5, 7-6(9)                                       |
| 2008 | Ígor Kunitsyn                                     | Marat Safin                                       | 7-6(6), 6-7(4), 6-3                               |
| 2009 | Mijaíl Yuzhny                                     | Janko Tipsarević                                  | 6-7(5), 6-0, 6-4                                  |
| 2010 | Viktor Troicki                                    | Marcos Baghdatis                                  | 3-6, 6-4, 6-3                                     |
| 2011 | Janko Tipsarević                                  | Viktor Troicki                                    | 6-4, 6-2                                          |
| 2012 | Andreas Seppi                                     | Thomaz Bellucci                                   | 3-6, 7-6(3), 6-3                                  |
| 2013 | Richard Gasquet                                   | Mijaíl Kukushkin                                  | 4-6, 6-4, 6-4                                     |
| 2014 | Marin Čilić                                       | Roberto Bautista                                  | 6-4, 6-4                                          |
| 2015 | Marin Čilić                                       | Roberto Bautista                                  | 6-4, 6-4                                          |
| 2016 | Pablo Carreño                                     | Fabio Fognini                                     | 4-6, 6-3, 6-2                                     |
| 2017 | Damir Džumhur                                     | Ričardas Berankis                                 | 6-2, 1-6, 6-4                                     |
| 2018 | Karén Jachánov                                    | Adrian Mannarino                                  | 6-2, 6-2                                          |
| 2019 | Andrey Rublev                                     | Adrian Mannarino                                  | 6-4, 6-0                                          |
| 2020 | No disputado debido a la pandemia del COVID-19    | No disputado debido a la pandemia del COVID-19    | No disputado debido a la pandemia del COVID-19    |
| 2021 | Aslán Karatsev                                    | Marin Čilić                                       | 6-2, 6-4                                          |
| 2022 | No disputado debido a la Invasión rusa de Ucrania | No disputado debido a la Invasión rusa de Ucrania | No disputado debido a la Invasión rusa de Ucrania |

### Dobles masculino
| Año  | Campeona                                          | Finalista                                         | Resultado                                         |
| ---- | ------------------------------------------------- | ------------------------------------------------- | ------------------------------------------------- |
| 1990 | Hendrik Jan Davids Paul Haarhuis                  | John Fitzgerald Anders Järryd                     | 6-4, 7-6                                          |
| 1991 | Eric Jelen Carl-Uwe Steeb                         | Andréi Cherkásov Aleksandr Vólkov                 | 6-4, 7-6                                          |
| 1992 | Marius Barnard John-Laffnie de Jager              | David Adams Andréi Oljovski                       | 6-4, 3-6, 7-6                                     |
| 1993 | Jacco Eltingh Paul Haarhuis                       | Jan Apell Jonas Björkman                          | 6-1, ret.                                         |
| 1994 | Jacco Eltingh Paul Haarhuis                       | David Adams Andrei Olhovskiy                      | w/o                                               |
| 1995 | Byron Black Jared Palmer                          | Tommy Ho Brett Steven                             | 6-4, 3-6, 6-3                                     |
| 1996 | Rick Leach Andrei Olhovskiy                       | Jiří Novák David Rikl                             | 4-6, 6-1, 6-2                                     |
| 1997 | Martin Damm Cyril Suk                             | David Adams Fabrice Santoro                       | 6-4, 6-3                                          |
| 1998 | Jared Palmer Jeff Tarango                         | Yevgueni Káfelnikov Daniel Vacek                  | 6-4, 6-7, 6-2                                     |
| 1999 | Justin Gimelstob Daniel Vacek                     | Andriy Medvedev Marat Safin                       | 6-2, 6-1                                          |
| 2000 | Jonas Björkman David Prinosil                     | Jiří Novák David Rikl                             | 6-2, 6-3                                          |
| 2001 | Maksim Mirni Sandon Stolle                        | Mahesh Bhupathi Jeff Tarango                      | 6-3, 6-0                                          |
| 2002 | Roger Federer Max Mirnyi                          | Joshua Eagle Sandon Stolle                        | 6-4, 7-6                                          |
| 2003 | Mahesh Bhupathi Max Mirnyi                        | Wayne Black Kevin Ullyett                         | 6-3, 7-5                                          |
| 2004 | Igor Andreev Nikolái Davydenko                    | Mahesh Bhupathi Jonas Björkman                    | 3-6, 6-3, 6-4                                     |
| 2005 | Maksim Mirni Mijaíl Yuzhny                        | Ígor Andréiev Nikolay Davydenko                   | 6-1, 6-1                                          |
| 2006 | Fabrice Santoro Nenad Zimonjić                    | František Čermák Jaroslav Levinský                | 6-1, 7-5                                          |
| 2007 | Marat Safin Dmitri Tursúnov                       | Tomáš Cibulec Lovro Zovko                         | 6-4, 6-2                                          |
| 2008 | Sergui Stajovski Potito Starace                   | Stephen Huss Ross Hutchins                        | 7-6(4), 2-6, [10-6]                               |
| 2009 | Pablo Cuevas Marcel Granollers                    | Frantisek Cermak Michal Mertinak                  | 4-6, 7-5, [10-8]                                  |
| 2010 | Igor Kunitsyn Dmitri Tursúnov                     | Janko Tipsarević Viktor Troicki                   | 7-6(8), 6-3                                       |
| 2011 | František Čermák Filip Polášek                    | Carlos Berlocq David Marrero                      | 6-3, 6-1                                          |
| 2012 | Frantisek Cermak Michal Mertinak                  | Simone Bolelli Daniele Bracciali                  | 7-5, 6-3                                          |
| 2013 | Mijaíl Yelguin Denis Istomin                      | Ken Skupski Neal Skupski                          | 6-2, 1-6, [14-12]                                 |
| 2014 | František Čermák Jiří Veselý                      | Samuel Groth Chris Guccione                       | 7-6(2), 7-5                                       |
| 2015 | Andrey Rublev Dmitri Tursúnov                     | Radu Albot František Čermák                       | 2-6, 6-1, [10-6]                                  |
| 2016 | Juan Sebastian Cabal Robert Farah                 | Julian Knowle Jürgen Melzer                       | 7-5, 4-6, [10-5]                                  |
| 2017 | Max Mirnyi Philipp Oswald                         | Damir Džumhur Antonio Šančić                      | 6-3, 7-5                                          |
| 2018 | Austin Krajicek Rajeev Ram                        | Max Mirnyi Philipp Oswald                         | 7-6(4), 6-4                                       |
| 2019 | Marcelo Demoliner Matwé Middelkoop                | Simone Bolelli Andrés Molteni                     | 6-1, 6-2                                          |
| 2020 | No disputado debido a la pandemia del COVID-19    | No disputado debido a la pandemia del COVID-19    | No disputado debido a la pandemia del COVID-19    |
| 2021 | Harri Heliövaara Matwé Middelkoop                 | Tomislav Brkić Nikola Čačić                       | 7-5, 4-6, [11-9]                                  |
| 2022 | No disputado debido a la Invasión rusa de Ucrania | No disputado debido a la Invasión rusa de Ucrania | No disputado debido a la Invasión rusa de Ucrania |

### Individual femenino
| Año  | Campeona                                          | Finalista                                         | Resultado                                         |
| ---- | ------------------------------------------------- | ------------------------------------------------- | ------------------------------------------------- |
| 1996 | Conchita Martínez                                 | Barbara Paulus                                    | 6-1, 4-6, 6-4                                     |
| 1997 | Jana Novotná                                      | Ai Sugiyama                                       | 6-3, 6-4                                          |
| 1998 | Mary Pierce                                       | Monica Seles                                      | 7-6(2), 6-3                                       |
| 1999 | Nathalie Tauziat                                  | Barbara Schett                                    | 2-6, 6-4, 6-1                                     |
| 2000 | Martina Hingis                                    | Anna Kúrnikova                                    | 6-3, 6-1                                          |
| 2001 | Jelena Dokić                                      | Yelena Deméntieva                                 | 6-3, 6-3                                          |
| 2002 | Magdalena Maleeva                                 | Lindsay Davenport                                 | 5-7, 6-3, 7-6(4)                                  |
| 2003 | Anastasía Mýskina                                 | Amélie Mauresmo                                   | 6-2, 6-4                                          |
| 2004 | Anastasía Mýskina                                 | Yelena Deméntieva                                 | 7-5, 6-0                                          |
| 2005 | Mary Pierce                                       | Francesca Schiavone                               | 6-4, 6-3                                          |
| 2006 | Anna Chakvetadze                                  | Nadia Petrova                                     | 6-4, 6-4                                          |
| 2007 | Yelena Deméntieva                                 | Serena Williams                                   | 5-7, 6-1, 6-1                                     |
| 2008 | Jelena Janković                                   | Vera Zvonareva                                    | 6-2, 6-4                                          |
| 2009 | Francesca Schiavone                               | Olga Govortsova                                   | 6-3, 6-0                                          |
| 2010 | Victoria Azarenka                                 | María Kirilenko                                   | 6-3, 6-4                                          |
| 2011 | Dominika Cibulková                                | Kaia Kanepi                                       | 3-6, 7-6(1), 7-5                                  |
| 2012 | Caroline Wozniacki                                | Samantha Stosur                                   | 6-2, 4-6, 7-5                                     |
| 2013 | Simona Halep                                      | Samantha Stosur                                   | 7-6(1), 6-2                                       |
| 2014 | Anastasía Pavliuchénkova                          | Irina-Camelia Begu                                | 6-4, 5-7, 6-1                                     |
| 2015 | Svetlana Kuznetsova                               | Anastasía Pavliuchénkova                          | 6-2, 6-1                                          |
| 2016 | Svetlana Kuznetsova                               | Daria Gavrilova                                   | 6-2, 6-1                                          |
| 2017 | Julia Görges                                      | Daria Kasátkina                                   | 6-1, 6-2                                          |
| 2018 | Daria Kasátkina                                   | Ons Jabeur                                        | 2-6, 7-6(3), 6-4                                  |
| 2019 | Belinda Bencic                                    | Anastasia Pavlyuchenkova                          | 3-6, 6-1, 6-1                                     |
| 2020 | No disputado debido a la pandemia del COVID-19    | No disputado debido a la pandemia del COVID-19    | No disputado debido a la pandemia del COVID-19    |
| 2021 | Anett Kontaveit                                   | Ekaterina Alexandrova                             | 4-6, 6-4, 7-5                                     |
| 2022 | No disputado debido a la Invasión rusa de Ucrania | No disputado debido a la Invasión rusa de Ucrania | No disputado debido a la Invasión rusa de Ucrania |

### Dobles femenino
| Año  | Campeona                                          | Finalista                                         | Resultado                                         |
| ---- | ------------------------------------------------- | ------------------------------------------------- | ------------------------------------------------- |
| 1996 | Natalia Medvédeva Larisa Savchenko                | Silvia Farina Elia Barbara Schett                 | 7-6, 4-6, 6-1                                     |
| 1997 | Arantxa Sánchez Vicario Natalia Zvereva           | Yayuk Basuki Caroline Vis                         | 5-3, ret.                                         |
| 1998 | Mary Pierce Natalia Zvereva                       | Lisa Raymond Rennae Stubbs                        | 6-3, 6-4                                          |
| 1999 | Lisa Raymond Rennae Stubbs                        | Julie Halard-Decugis Anke Huber                   | 6-1, 6-0                                          |
| 2000 | Julie Halard-Decugis Ai Sugiyama                  | Martina Hingis Anna Kúrnikova                     | 4-6, 6-4, 7-6(5)                                  |
| 2001 | Martina Hingis Anna Kúrnikova                     | Yelena Deméntieva Lina Krasnorutskaya             | 7-6(1), 6-3                                       |
| 2002 | Elena Dementieva Janette Husárová                 | Jelena Dokić Nadia Petrova                        | 2-6, 6-3, 7-6(3)                                  |
| 2003 | Nadia Petrova Meghann Shaughnessy                 | Anastasia Myskina Vera Zvonareva                  | 6-3, 6-4                                          |
| 2004 | Anastasia Mýskina Vera Zvonareva                  | Virginia Ruano Paola Suárez                       | 6-3, 4-6, 6-2                                     |
| 2005 | Lisa Raymond Samantha Stosur                      | Cara Black Rennae Stubbs                          | 6–2, 6–4                                          |
| 2006 | Květa Peschke Francesca Schiavone                 | Iveta Benešová Galina Voskoboeva                  | 6-4, 6-7(4), 6-1                                  |
| 2007 | Cara Black Liezel Huber                           | Victoria Azarenka Tatiana Poutchek                | 4-6, 6-1, [10-7]                                  |
| 2008 | Nadia Petrova Katarina Srebotnik                  | Cara Black Liezel Huber                           | 6-4, 6-4                                          |
| 2009 | María Kirilenko Nadia Petrova                     | María Kondratieva Klára Zakopalová                | 6-2, 6-2                                          |
| 2010 | Gisela Dulko Flavia Pennetta                      | Sara Errani María José Martínez                   | 6-3, 2-6, [10-6]                                  |
| 2011 | Vania King Yaroslava Shvédova                     | Anastasia Rodionova Galina Voskoboeva             | 7-6(3), 6-3                                       |
| 2012 | Ekaterina Makarova Elena Vesnina                  | María Kirilenko Nadia Petrova                     | 6-3, 1-6, [10-8]                                  |
| 2013 | Svetlana Kuznetsova Samantha Stosur               | Alla Kudryavtseva Anastasia Rodionova             | 6-1, 1-6, [10-8]                                  |
| 2014 | Martina Hingis Flavia Pennetta                    | Caroline Garcia Arantxa Parra                     | 6-3, 7-5                                          |
| 2015 | Daria Kasátkina Elena Vesnina                     | Irina-Camelia Begu Monica Niculescu               | 6-3, 6-7(7), [10-5]                               |
| 2016 | Andrea Hlaváčková Lucie Hradecká                  | Daria Gavrilova Daria Kasátkina                   | 4-6, 6-0, [10-7]                                  |
| 2017 | Tímea Babos Andrea Hlaváčková                     | Nicole Melichar Anna Smith                        | 6-2, 3-6, [10-3]                                  |
| 2018 | Alexandra Panova Laura Siegemund                  | Darija Jurak Ioana Raluca Olaru                   | 6-2, 7-6(2)                                       |
| 2019 | Shuko Aoyama Ena Shibahara                        | Kirsten Flipkens Bethanie Mattek-Sands            | 6-2, 6-1                                          |
| 2020 | No disputado debido a la pandemia del COVID-19    | No disputado debido a la pandemia del COVID-19    | No disputado debido a la pandemia del COVID-19    |
| 2021 | Jeļena Ostapenko Kateřina Siniaková               | Nadiia Kichenok Ioana Raluca Olaru                | 6-2, 4-6, [10-8]                                  |
| 2022 | No disputado debido a la Invasión rusa de Ucrania | No disputado debido a la Invasión rusa de Ucrania | No disputado debido a la Invasión rusa de Ucrania |